# کلی ایرپ
کلی ایرپ (انگلیسی: Kelly Irep؛ زادهٔ ۱ سپتامبر ۱۹۹۵) بازیکن فوتبال اهل فرانسه است.
از باشگاه‌هایی که در آن بازی کرده‌است می‌توان به باشگاه فوتبال لو آور و باشگاه فوتبال انوسیس نئون پارالیمنی اشاره کرد.
وی همچنین در تیم ملی فوتبال جزیره گوادلوپ بازی کرده‌است.